# Hemianemia trichorrhiza
Hemianemia trichorrhiza là một loài dương xỉ trong họ Anemiaceae. Loài này được Gardner ex Hook. C.F. Reed mô tả khoa học đầu tiên năm 1948.